# Macrosomie
Van macrosomie wordt gesproken indien het geboortegewicht van een pasgeborene te hoog is in vergelijking met het gemiddelde gewicht van een pasgeborene.
Dit kan als gevolg van genetische predispositie, als ouders ook groot zijn. Meestal is de oorzaak diabetes (type I, II of zwangerschapsdiabetes) bij de moeder. Moeders die voorafgaand aan de zwangerschap obees zijn hebben ook een verhoogde kans op een groot kind.